# Chaikin
Chaikin (del ruso: Чайкин) es un jútor del raión de Otrádnaya del krai de Krasnodar, en Rusia. Está situado en la cabecera del arroyo Kapustnaya, tributario a través del Sara-Kulak del río Urup, afluente del Kubán, junto a la frontera del krai de Stávropol, 14 km al nordeste de Otrádnaya y 215 km al sureste de Krasnodar, la capital del krai. Tenía 295 habitantes en 2010.
Pertenece al municipio Blagodárnenskoye.

## Historia
La localidad fue fundada en 1917.